# Municipio de Big Woods
El municipio de Big Woods (en inglés: Big Woods Township) es un municipio ubicado en el condado de Marshall en el estado estadounidense de Minnesota. En el año 2010 tenía una población de 53 habitantes y una densidad poblacional de 0,66 personas por km².

## Geografía
El municipio de Big Woods se encuentra ubicado en las coordenadas 48°19′59″N 97°4′34″O / 48.33306, -97.07611. Según la Oficina del Censo de los Estados Unidos, el municipio tiene una superficie total de 80.08 km², de la cual 79,35 km² corresponden a tierra firme y (0,91 %) 0,73 km² es agua.

## Demografía
Según el censo de 2010, había 53 personas residiendo en el municipio de Big Woods. La densidad de población era de 0,66 hab./km². De los 53 habitantes, el municipio de Big Woods estaba compuesto por el 100 % blancos. Del total de la población el 0 % eran hispanos o latinos de cualquier raza.